# Новинар (журнал)
«Новина́р» — український україномовний друкований інформаційно-аналітичний тижневик, що видавався протягом 2007—2008 років. Було надруковано 50 номерів.
Тижневик друкувався видавництвом KP Media. 20 серпня 2007 вийшов у світ перший випуск журналу. У липні 2007 року було запущено інформаційний сайт novynar.com.ua.
Головним редактором працювала Ольга Крижановська.
1 серпня 2008 року вийшов останній номер. Видавництво припинило друк журналу через складнощі з залученням аудиторії та його розповсюдженням. Після закриття журналісти часопису мали переорієнтуватися на сайт novynar.com.ua. 2012 року сайт перестав оновлюватися, а 2013-го його було закрито.
|  | На мій погляд, головною проблемою журналу була не мова. Хоч домовитись про розповсюдження україномовних видань дійсно складно |

 — Крижановська Ольга.
|  | Ми задоволені редакцією і статтями, які вони випускали. На жаль, ми обрали не зовсім вірний формат представлення українських новин. По-перше, Новинар став надто схожим на Кореспондент з багатьох параметрів. По-друге, можливо ціна була високою для багатьох наших читачів. І по-третє, щотижневий новинний сегмент досить переповнений у зв'язку з 4 чи 5 останніми випусками. Труднощі розповсюдження преси та уповільнений ріст рекламного ринку змусили нас ухвалити рішення про закриття Новинаря. |

 — Джед Сандлер.